# Лофт (фільм)
«Лофт» (англ. The Loft) — американський еротичний трилер бельгійського режисера Еріка Ван Лоя 2014 року, ремейк його ж однойменного фільму 2008 року. Світова прем'єра відбулася 14 жовтня 2014 року на відкритті Гентського міжнародного кінофестивалю.

## Синопсис
Головні герої історії — п'ятеро одружених друзів. З метою урізноманітнити своє сексуальне життя вони у складчину знімають затишний лофт, де по черзі зраджують своїх дружин. Добре налагоджена схема адюльтера раптово закінчується, коли друзі виявляють у лофті труп дівчини зі слідами насильницької смерті. У зв'язку з цим у героїв виникають питання: убивця — явно один із п'ятірки, оскільки ключів від лофта більше ніхто не має, а слідів злому немає. Друзі вирішують самі з'ясувати правду, і тут починають відкриватися приголомшливі подробиці таємного життя кожного.

## У ролях
| Актор             | Роль                         |
| ----------------- | ---------------------------- |
| Карл Урбан        | Вінсент Стівенс              |
| Джеймс Марсден    | Кріс Вановен                 |
| Вентворт Міллер   | Люк Сікорд                   |
| Ерік Стоунстріт   | Марті Лендрі                 |
| Матіас Шонартс    | Філіп Вільямс                |
| Валері Крус       | Барбара дружина Вінсента     |
| Ізабель Лукас     | Сара Дікінс коханка Вінсента |
| Рона Мітра        | Елісон дружина Кріса         |
| Рейчел Тейлор     | Енн коханка Кріса            |
| Елейн Кессіді     | Еллі дружина Люка            |
| Келі Роша         | Мімі дружина Марті           |
| Марґарита Левієва | Вікі дружина Філіпа          |

## Зйомки
Сценарій «Лофта» написаний бельгійцем Бартом Де Пау, автором оригінальної картини 2008 року, та американцем Веслі Стріком. З оригінального складу бельгійського фільму у рімейку зіграв актор Матіас Шонартс. Зйомки фільму стартували 6 червня 2011 року в Новому Орлеані. Актори та знімальна група працювали також у Брюсселі.